# Білінгва (палеографія)

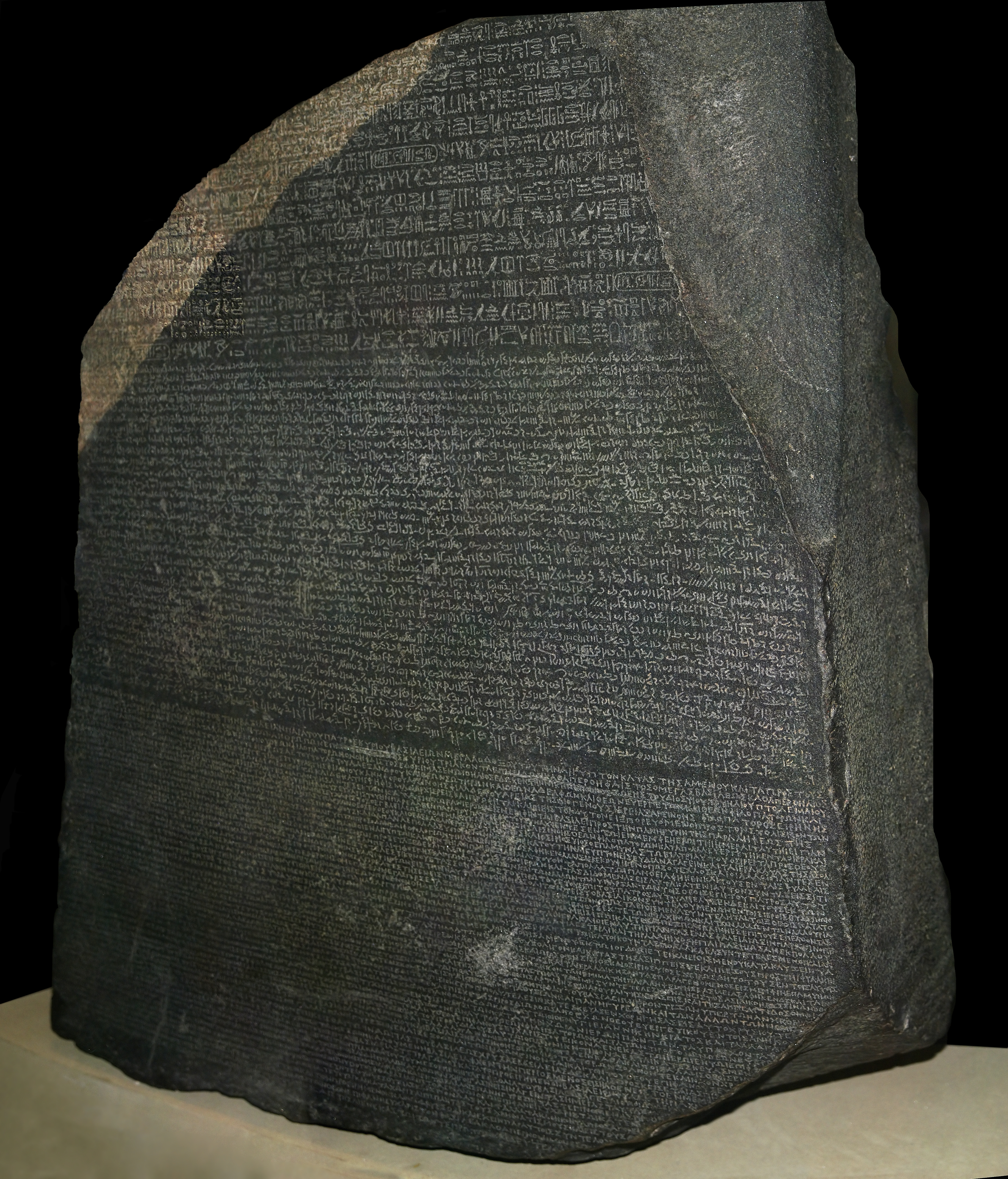
Розетський камінь, найвідоміший приклад білінгви; верхній та середній тексти написані єгипетською, нижній — давньогрецькою.

Білінгва, також двомовний текст або двомовний документ — пам'ятник писемності, у якому той самий (або майже однаковий) вміст відображається двома різними мовами. Іноді зустрічаються три- або багатомовні тексти.
Двомовні тексти особливо важливі для вивчення старовини, особливо якщо одна мова відома, а інша ні. У такому випадку такий текст, якщо він досить довгий і переклад досить точний, часто дає ключ до початку розшифровки невідомої мови. Як тільки цей процес початий, вивчення невідомої досі мови можна потім поширити на одномовні документи цією мовою. Пізніші відкриття додаткового двомовного матеріалу можуть мати значення, оскільки вони дають змогу перевірити зроблені припущення або краще розглянути варіанти мови.